# Carl Theodor Zahle
Carl Theodor Zahle (né le 19 janvier 1866 à Roskilde et mort le 3 février 1946  à Copenhague) est un juriste et homme d'État danois.

## Biographie
Membre du Parti social-libéral, Carl Theodor Zahle a été Premier ministre du Danemark à deux reprises, de 1909 à 1910 et de 1913 à 1920.